# Dział (Grudna Kępska)
Dział – część wsi Grudna Kępska w Polsce położona w województwie małopolskim, w powiecie gorlickim, w gminie Biecz. Wchodzi w skład sołectwa Grudna Kępska.
W latach 1975–1998 Dział położony był w województwie krośnieńskim.